# Недосконала конкуренція
Недоскона́ла конкуре́нція — це згідно з економічною теорією така ситуація, в якій структура ринку не відповідає умовам для існування досконалої конкуренції. Розповсюдженою є наступна класифікація форм недосконалої конкуренції:
- монополія, в якій існує тільки один продавець (наприклад, ринок газопостачання);
- олігополія, в якій існує невелика кількість продавців (наприклад, ринок мобільних послуг);
  - дуополія, в якій домінують двоє великих продавців;
- монополістична конкуренція, в якій існує багато продавців, що виробляють схожі товари, які водночас дещо відрізняються (критерієм диференціації може бути навіть місце знаходження продавця);
- монопсонія, в якій існує тільки один покупець (наприклад, ринок важкої зброї)
- олігопсонія, в якій існує невелика кількість покупців

Також може існувати недосконала конкуренція на таких ринках, де інформація про ціни або товари є недостатньою, тобто ринкове середовище вважається непрозорим.